# Bank Spółdzielczy w Wolbromiu
Bank Spółdzielczy w Wolbromiu – bank spółdzielczy z siedzibą w Wolbromiu, powiecie olkuskim, województwie małopolskim, w Polsce. Bank zrzeszony jest w Grupie Banku Polskiej Spółdzielczości S.A..

## Władze
W skład zarządu banku wchodzą:
- prezes zarządu
- zastępca prezesa zarządu
- 2 członków zarządu.

Czynności nadzoru banku sprawuje 8-osobowa rada nadzorcza.

## Placówki
- centrala w Wolbromiu, ul. Krakowska 26
- oddziały:
  - Łazy
  - Miechów-Charsznica
  - Olkusz
  - Pilica
  - Skała
  - Żarnowiec
- punkty kasowe:
  - Łazy
  - Olkusz
  - Sędziszów
  - Wolbrom (2)